# Редонду
Редо́нду (порт. Redondo; МФА: [ʁɨ.ˈdõ.du], Ридо́нду) — муніципалітет і містечко в Португалії, в окрузі Евора. Розташований у південно-східній частині країни, на теренах історичної португальської провінції Алентежу. Належить до Еворської діоцезії Католицької церкви в Португалії. Права міського самоврядування має з 1250 року. Поділяється на 2 парафії. За адміністративним поділом, чинним до 1976 року, був складовою провінції Верхнє Алентежу. Площа муніципалітету — 369,51 км², населення муніципалітету — 7031 ос. (2011); густота населення — 19,03 осіб/км²
. Патрон — Діва Марія. Святковий день муніципалітету — 1-й понеділок після Пасхи. Поштовий індекс — 7170.  Код місцевої адміністративної одиниці — 0710. Складова статистичного регіону Алентежу.

## Географія
Редонду розташований на південному сході Португалії, на південному сході округу Евора.
Редонду межує на півночі з муніципалітетами Ештремош і Борба, на сході — з муніципалітетами Віла-Вісоза і Аландруал, на південному заході — з муніципалітетом Регенгуш-де-Монсараш, на заході — з муніципалітетом Евора.

## Історія
1250 року португальський король Афонсу III надав Редонду форал, яким визнав за поселенням статус містечка та муніципальні самоврядні права.

## Населення
| Кількість мешканців | Кількість мешканців | Кількість мешканців | Кількість мешканців | Кількість мешканців | Кількість мешканців | Кількість мешканців | Кількість мешканців | Кількість мешканців | Кількість мешканців | Кількість мешканців | Кількість мешканців | Кількість мешканців | Кількість мешканців | Кількість мешканців |
| ------------------- | ------------------- | ------------------- | ------------------- | ------------------- | ------------------- | ------------------- | ------------------- | ------------------- | ------------------- | ------------------- | ------------------- | ------------------- | ------------------- | ------------------- |
| 1864                | 1878                | 1890                | 1900                | 1911                | 1920                | 1930                | 1940                | 1950                | 1960                | 1970                | 1981                | 1991                | 2001                | 2011                |
| 6 453               | 6 908               | 6 928               | 7 915               | 8 852               | 9 479               | 10 107              | 12 126              | 12 546              | 11 967              | 9 131               | 8 444               | 7 948               | 7 288               | 7 031               |